# 1483
Cette page concerne l'année 1483  du calendrier julien. Pour l'année 1483 av. J.-C., voir 1483 av. J.-C. Pour le nombre 1483, voir 1483 (nombre).
L'année 1483 est une année commune qui commence un mercredi.

## Événements

### Afrique
- 29 avril, Atlantique : Pedro de Vera prend l’île de Grande Canarie pour le compte de la Castille[2].
- 28 août : Diogo Cão élève le padrão de Saint-Augustin au cap Santa-Maria (Angola)[3]. Il découvre la rade de Luanda en Angola, occupé par le royaume de Ndongo, vassal du Manikongo. Luanda est cédé au Portugal et deviendra le centre de la traite à destination du Brésil. 
  - Le royaume de Ndongo s’étend dans l’actuel Angola. Le souverain (Ngola, d’où le nom d’Angola), jouit d’une certaine autorité, malgré les incursions fréquentes des tribus vassales du Congo. À l’est du Ndongo s’étendent deux chefferies puissantes, celles de Lunda et de Luba dont les souverains ont une origine commune. À la suite de guerres tribales, une partie de ces peuplades auraient émigré vers le sud-est dans la région du Monomotapa[4].

- Les Mossi menacent les frontières occidentales de l'empire songhaï mais Sonni Ali Ber les bat au sud du lac Débo, obligeant leur roi à fuir en abandonnant son butin. Ali Ber rentre à Gao et tente d’organiser son royaume, tâche difficile en raison de la diversité des peuples qui le composent et des résistances religieuses. Ali Ber, qui professe un kharidjisme de pure forme, se heurte à plusieurs reprises aux oulémas qui le considèrent comme hérétique. Ils seront victimes de sanglantes répressions, de même que les Peuls, qui, dans certaines régions, seront systématiquement exterminés[4].

### Europe
- 1er janvier : les Juifs sont expulsés d'Andalousie[5].
- 29 janvier : Catherine de Foix devient reine de Navarre à la mort de François Fébus (fin de règne en 1517). Régence de sa mère Madeleine de France (fin en 1494)[6].
- Janvier : Hélène, fille du prince de Moldavie, épouse  Ivan le Jeune, le fils aîné d’Ivan III[7].

- 24 mars : la peste est signalée à Châlons-sur-Marne[8].

- 9 avril-25 juin : règne d'Édouard V d'Angleterre[1].

- 20 juin, Portugal : le duc de Bragance, noble le plus puissant du royaume, qui complotait contre le roi est condamné à mort et exécuté[9]. Le duc de Viseu et près de 80 nobles sont déférés à la justice. Beaucoup sont exécutés et leurs biens sont confisqués au profit de la couronne. Isaac Abravanel, impliqué, quitte le Portugal pour la Castille[10].
- 26 juin : début du règne de Richard III d'Angleterre, usurpateur. Il est couronné le 6 juillet (fin en 1485)[1].

- 20 juillet : Jean Ier de Danemark est couronné roi de Norvège[11].
- 23 juillet : fiançailles du dauphin Charles et de Marguerite, fille de Maximilien, dont l’Artois et la Franche-Comté formeront la dot (annulées en 1491)[12].

- 2 août : Tomás de Torquemada, prieur des dominicains de Ségovie et confesseur de la reine, est nommé par le pape inquisiteur général de la Castille puis de l’Aragon (17 octobre). Création du conseil de la Générale et Suprême Inquisition en Espagne[13].
- 15 août : consécration de la chapelle Sixtine[14].
- 30 août : avènement de Charles VIII, l'Affable, roi de France à 13 ans (fin en 1498), fils de Louis XI et de Charlotte de Savoie, sous la régence de Pierre et Anne de Beaujeu, sœur du jeune roi, qui parachèvent l’œuvre de Louis XI (fin en 1491). Les Beaujeu doivent composer avec deux cliques adverses rassemblées l’une autour de Louis d'Orléans, l’autre autour du duc de Bourbon, frère aîné de Beaujeu, et de René II de Lorraine, petit-fils du roi René d'Anjou par sa mère[15]. Charles VIII réclame Naples comme partie de l'héritage angevin.

- 24 octobre : Charles VIII convoque les États généraux[16].
- Octobre : une première révolte contre Richard III d'Angleterre est écrasée. Le duc de Buckingham Henry Stafford est arrêté pour trahison et exécuté le 2 novembre[17].

- 25 novembre : l'archevêque Paul de Campo Fregoso dépose son neveu Baptiste de Campo Fregoso et devient doge de Gênes pour la troisième fois (fin en 1488)[18].

- Les Turcs s’emparent de l’Herzégovine[19].
- Le sultan Veli Bayazid II conclut une trêve de cinq ans avec Mathias Corvin[20].

## Naissances en 1483
- 14 février : Bâbur, fondateur de l'empire moghole des Indes.
- 6 mars : Francesco Guicciardini, historien et ambassadeur italien († 22 mai 1540).
- 6 avril : Raphaël (Raffaello Sanzio), peintre et architecte italien († 6 avril 1520).
- 16 octobre : Gasparo Contarini, cardinal italien, évêque de Belluno († 24 août 1542).
- 10 novembre : Martin Luther, théologien allemand, père du Protestantisme] († 18 février 1546).
- Date précise inconnue :
  - Chen Daofu, peintre, calligraphe et poète chinois de la Dynastie Ming († 1544).
  - Robert Galbraith, logicien écossais († 1544).
  - François Rabelais (date supposée), écrivain français.
- Vers 1483 :
- Leonardo di Francesco di Lazzaro Malatesta, peintre italien  († après 1518).

## Décès en 1483
- 29 janvier : François Phébus, roi de Navarre (° 1467).
- 9 avril : Édouard IV, roi d'Angleterre (° 28 avril 1442).
- 30 août : Louis XI, roi de France, à Plessis-lez-Tours (° 3 juillet 1423).
- septembre : Édouard V, roi d'Angleterre (° 2 novembre 1470).

- Vers 1483 :
- John Plummer, compositeur anglais (° vers 1410).